# Дідовець Сергій Разумович
Сергій Разумович Дідовець (11 вересня 1918–1998) — український науковець і організатор ветеринарної справи в Українській РСР. Кандидат ветеринарних наук (1960), заслужений ветеринарний лікар УРСР.

## Життєпис
Народився в місті Остер, нині Козелецького району Чернігівської області. Зростав без батька, мати працювала шкільною вчителькою.
Після закінчення середньої школи вступив на ветеринарний факультет Київського сільськогосподарського інституту, який закінчив у 1941 році.
У вересні 1941 року Дзержинським РВК м. Харкова призваний до лав РСЧА. Учасник німецько-радянської війни з листопада 1941 року. Воював на Брянському, Сталінградському, Донському, Південно-Західному, 3-му Українському та 1-му Білоруському фронтах. Обіймав посаду начальника дивізійного ветеринарного лазарету 74-ї гвардійської стрілецької дивізії, гвардії капітан ветеринарної служби. Член ВКП(б) з червня 1944 року.
Після демобілізації працював головним ветеринарним лікарем Борзнянського району, а з 1948 року — начальник державної ветеринарної служби Чернігівської області.
З березня 1953 року — начальнк управління ветеринарії Головного управління (ГУ) тваринництва міністерства сільського господарства УРСР. У 1965 році на базі управління ветеринарії було створене Головне управління ветеринарії з державною ветеринарною інспекцією міністерства сільського господарства УРСР, начальником ГУ — головним державним ветеринарним інспектором УРСР і членом колегії міністерства сільського господарства УРСР був призначений С. Р. Дідовець. На цій посаді він працював до 1983 року.
Одночасно проводив значну науково-дослідницьку роботу. У 1960 році захистив дисертацію на тему «Епізоотія ящуру в УРСР 1952—1957 рр.» та здобув науковий ступінь кандидата ветеринарних наук. За його активного сприяння у 1977 році в Києві була відкрита філія Українського науково-дослідного інституту експериментальної ветеринарії, згодом — Український науково-дослідний ветеринарний інститут.

## Нагороди і почесні звання
- три ордени Трудового Червоного Прапора.
- орден Вітчизняної війни 2-го ступеня (11.03.1985).
- три ордени Червоної Зірки (12.11.1944, 07.06.1945, 18.06.1945).
- орден «Знак Пошани».
- медалі.
- Заслужений ветеринарний лікар Української РСР.
- Почесна грамота Верховної Ради УРСР.

## Основні праці
- Дідовець С. Р. Організація і планування ветеринарної справи: навчальний посібник для учнів сільськогосподарських технікумів зі спеціальності «Ветеринарія». — Київ: Вища школа, 1980.